# Clarence von Rosen
Le comte Clarence von Rosen, né le 12 mai 1867 à Stockholm et mort le 19 août 1955, est un officier de cavalerie suédois qui fut grand écuyer du roi de Suède et athlète.

## Biographie
Clarence von Rosen descend de l'antique famille von Rosen d'origine livonienne qui donna nombre d'officiers à la Suède et à la Russie impériale. Il est le fils du comte Carl Gustaf von Rosen (1824-1909) et de la comtesse, née Ella Moore. Son frère est l'explorateur Eric von Rosen. Il épouse en 1898 la baronne Agnès von Blixen-Finecke, fille du baron Fredrik von Blixen-Finecke (1847-1919) et de son épouse, née comtesse Clara Krag-Juel-Vind-Frijs.
Il participe en tant que cavalier aux Jeux olympiques de 1896 à Athènes organisés par le baron Pierre de Coubertin. Il devient membre du comité international olympique en 1900, et le demeure jusqu'en 1948. Il introduit à nouveau la discipline équestre dans les Jeux olympiques, après que celle-ci eut été supprimée aux jeux olympiques de 1904.
Il fait partie du comité olympique suédois de 1913 à 1932, et il est à l'initiative du choix de Stockholm pour les jeux olympiques de 1912.
 AIl est également à l'origine de la fondation en 1897 de la Sveriges Central Förening för Idrottens Fränjande (SCFIF), une association suédoise visant à promouvoir le sport, en compagnie d'un autre officier militaire, Viktor Balck.
Le comte von Rosen, en plus de l'équitation, pratiquait à haut niveau le hockey russe, qu'il introduisit en Suède, le hockey sur glace, le patinage le football et le tennis. C'était aussi un passionné de chasse, de pêche sportive, de voile, de natation et d'aviron. Il est à l'origine avec d'autres de la fondation de la fédération de Suède de football et du trophée von Rosen en 1903. Celui-ci sera rebatisé trophée Lennart Johansson fin 2000, début 2001, après qu'il fut révélé que le comte avait sympathisé entre 1933 et 1936 avec un groupuscule suédois auquel appartenait son frère Eric, intitulé le bloc national-socialiste (à ne pas confondre avec le parti national-socialiste suédois plus important), et qu'il avait fait partie d'une délégation venue féliciter Hitler en avril 1939 à Berlin pour son cinquantième anniversaire.

## Famille
De son épouse, née Agnès von Blixen-Finecke, sont issus :
- Fritz Woldemar Fredrik Carl Gustaf Bloomfield Ridgeway Eugène von Rosen (1899)
- Ella Clara Lilian Maud von Rosen (1902-1988) qui épouse son cousin germain Göran von Rosen (qui aura notamment une fille médaillée olympique Maud von Rosen (1925))
- Clarence von Rosen Jr. (1903-1933), cavalier suédois médaillé olympique
- Agnès Lilian von Rosen (1904)

## Distinctions
- Commandeur 1ère classe de l'ordre royal de Vasa
- chevalier de première classe de l'Ordre de l'Épée
- Commandeur de la Légion d'honneur